# Cerkev sv. Save, Celje
Cerkev sv. Save je nekdanja srbska pravoslavna cerkev, ki je stala v Celju.
Cerkev, ki je bila posvečena zažigu relikvij svetega Save (srbsko Spaljivanju mošti Svetog Save), je stala na današnjem Gledališkem trgu ob današnji Ljubljanski cesti. Zgrajena je bila leta 1932 po načrtih beograjskega arhitekta Momirja Korunovića (1883–1969) v srbsko bizantinskem slogu. 19. julija 1932 jo je posvetil patriarh Srbske pravoslavne cerkve Varnava.
Med 2. svetovno vojno so cerkev nemške oborožene sile 9. aprila 1941 razstrelile in je bila močno poškodovana. Ruševine so zato odstranili. Ikone in ostali inventar hranita Muzej Celje in Zgodovinski arhiv Celje. Na mestu ruševin so Nemci postavili vešala. Prota Ilija Bulovan je vodil točni letopis celjske župnije.

## Opis
Temeljni kamen so položili 1. septembra 1929 na tedanjem Vrazovem trgu. Podjetje Karla Jezernika iz Celja je cerkev zgradilo v dveh letih. Posvetitev je vodil patriarh Srbske pravoslavne cerkve Varnava, ki so ga Celjani svečano sprejeli 18. junija 1932. Naslednji dan je patriarh položil še temeljni kamen pravoslavne cerkve sv. Cirila in Metoda v Ljubljani. Cerkev v Celju je po slogu sledila srbski srednjeveški sakralni arhitekturi. Cerkev je bila masivna, imela je meter debele zidove in tri vhode. Streha je bila iz pocinkane pločevine. Tri kupole so bile iz armiranega betona, na njih so stali železni križi, ki so jih izdelali v zaporu na Lepoglavi. 
V notranjosti so bile kot oprema ikone in ikonostas beograjskega slikarja Uroša Predića (1857–1953). Spodaj so podobe Marijino oznanjenje, Mati Božja, nadangel Mihael, sv. Savo in Jezus Kristus, zgoraj so v dveh delih najprej Zadnja večerja, štirje evangelisti, apostola Pavel in Matej, v drugi vrsti pa Vstajenje, Spremenjenje na gori, Vnebohod in sv. Ciril in Metod. Te so bile kopije Predićevih izvirnikov slikarja Stefanovića iz Sremskih Karlovcev. Kraljevi in arhierejski prestol sta bila iz slavonskega hrasta, ikone na njih pa Štefan Prvovenčan in sv. Janeza Zlatoust, delo slikarja Miroslava Modica iz Celja.